# Нюос, Арнльот
Арнльот Нюос (норв. Arnljot Nyaas; 14 мая 1916 года — 16 июля 1995 года) — норвежский лыжник, призёр чемпионата мира.  

## Карьера
На чемпионате мира 1950 в Лейк-Плэсиде завоевал бронзовую медаль в гонке на 18 км, 41 секунду уступив серебряному призёру шведу Энару Йосефссону и лишь 1 секунду выиграв у ставшего четвёртым финна Аугуста Киуру. Кроме того, на том чемпионате он стал 14-м в гонке на 50 км.
Других значимых достижений на международном уровне не имеет, в Олимпийских играх никогда не участвовал. На чемпионатах Норвегии побеждал дважды в эстафетных гонках (1950 и 1951 годы), кроме того, дважды был третьим в гонках на 50 км (1947 и 1948 годы).